# Filippo Alberti
Filippo Alberti (Umbertide, 1548 – Perugia, 1612) è stato un poeta italiano.

## Biografia
La sua opera principale è Elogi degli uomini illustri perugini.
Fu amico di altri letterati contemporanei, in particolare di Torquato Tasso, che lo conobbe alla corte di Ferrara e lo ricorda nelle sue poesie.